# Los restos del naufragio
Los restos del naufragio es una película dramática hispano-mexicana de 1978, dirigida por Ricardo Franco e interpretada por él mismo y Fernando Fernán Gómez.

## Argumento
Mateo sufre una ruptura en su relación de pareja y marcha de casa. Se instala en un asilo de ancianos regido por religiosas, donde acepta un trabajo de jardinero.
Allí conoce a un interno, a quien llaman "el Maestro", escritor de fantasías, que está preparando una función dramática para representar por la festividad de la patrona del asilo.

## Reparto
- Ricardo Franco es Mateo.
- Fernando Fernán Gómez es el Maestro.
- Ángela Molina es Adelaida y María.
- Alfredo Mayo es don Emilio.
- Felicidad Blanc es doña Elsa.
- Luis Ciges es don Jorge.
- Montserrat Salvador es la Madre Superiora.

## Estreno, premios y nominaciones
Los restos del naufragio compitió en la sección oficial del festival de Cannes, celebrado en mayo, y se estrenó en España el 2 de junio de 1978.
Fernando Fernán Gómez ganó, por esta interpretación, la medalla del Círculo de Escritores Cinematográficos al mejor actor.